# Rott (Bas-Rhin)
Rott ist eine französische Gemeinde mit 468 Einwohnern (Stand 1. Januar 2021) im Département Bas-Rhin in der Region Grand Est (bis 2015 Elsass).

## Lage
Rott liegt im Biosphärenreservat Pfälzerwald-Vosges du Nord, drei Kilometer südwestlich von Wissembourg.

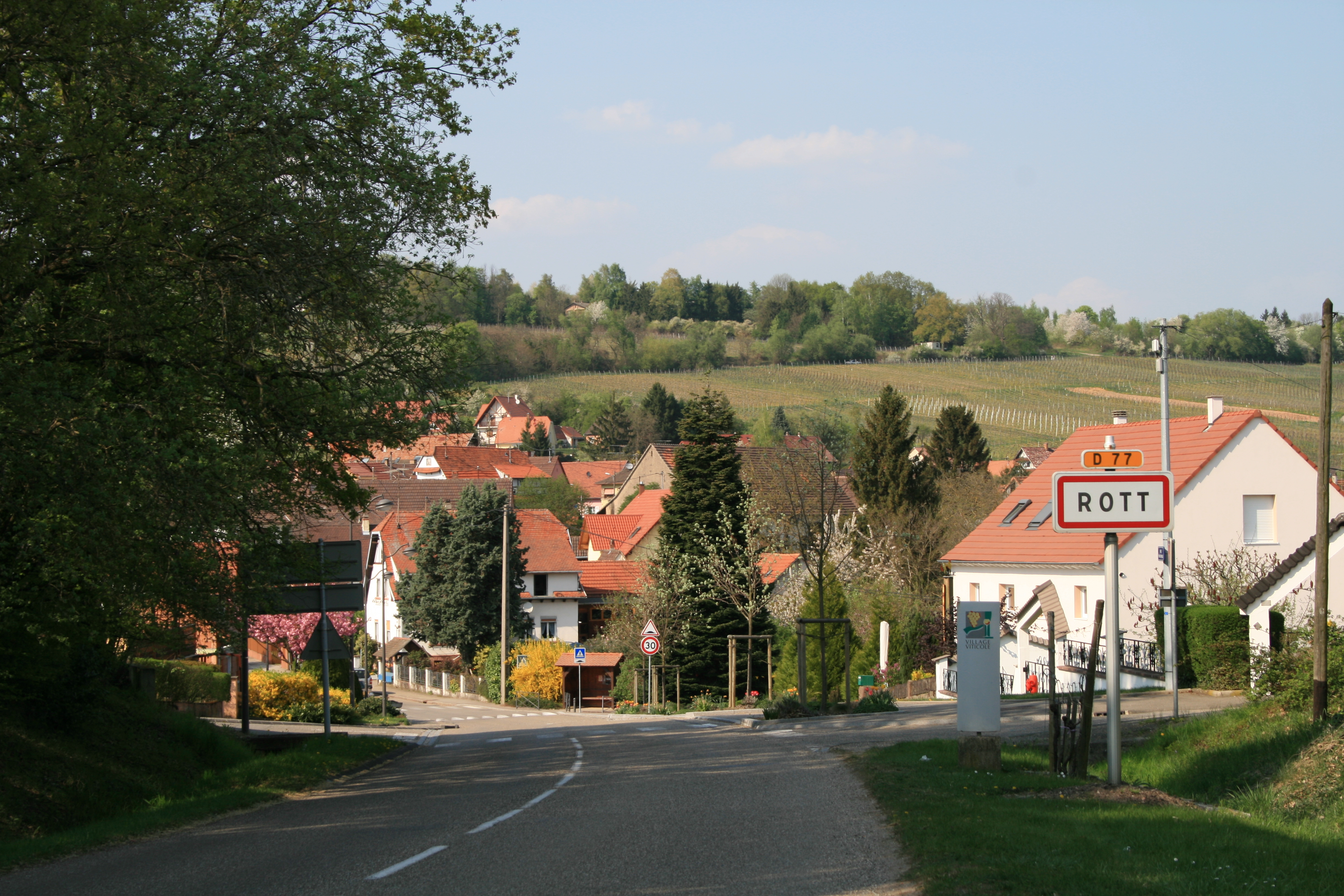
Ortsansicht
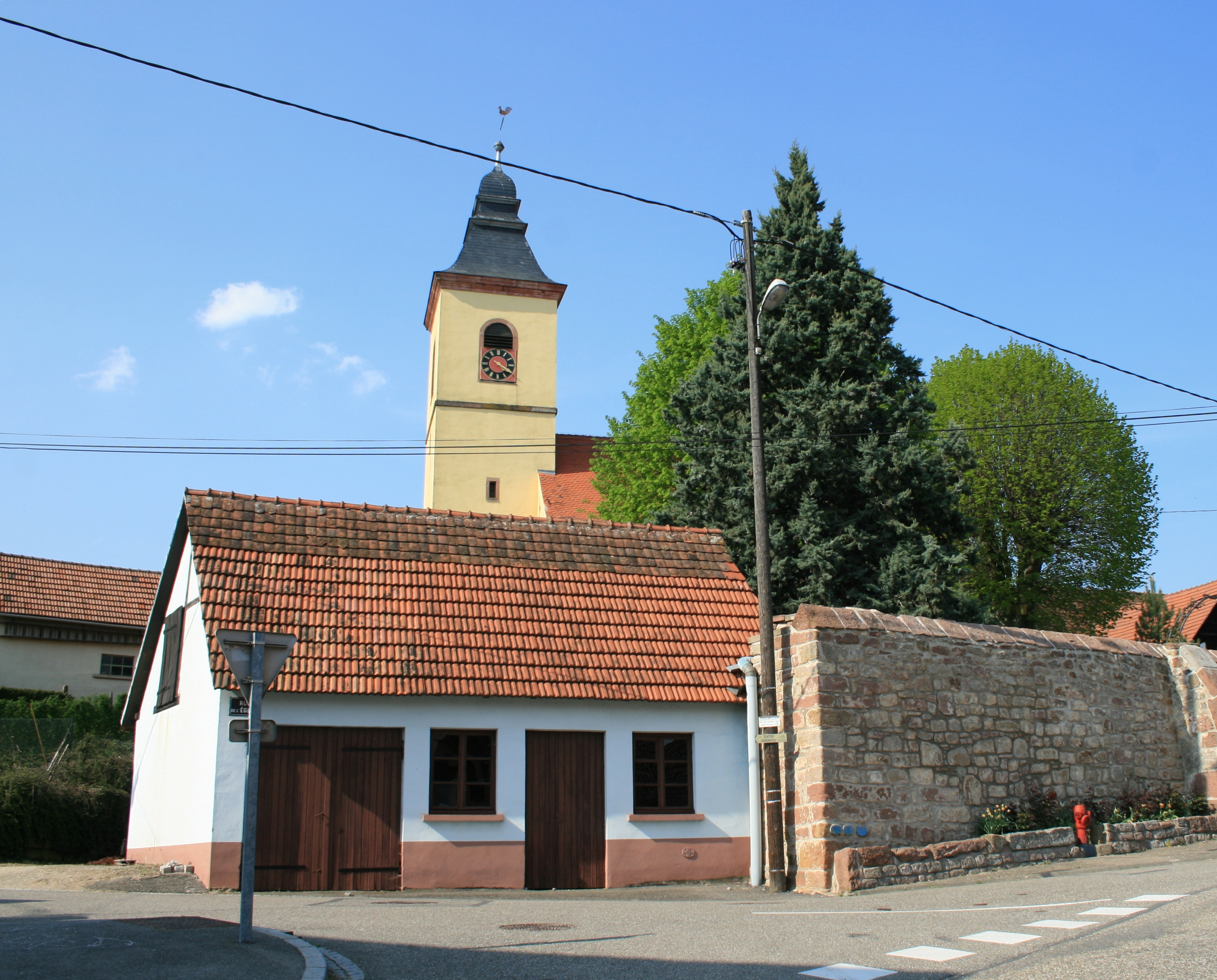
Katholische, lutherische und reformierte Simultankirche St. Georg

## Geschichte
Zwischen 1871 und dem Ende des Ersten Weltkrieges gehörte Rott als Teil des Reichslandes Elsaß-Lothringen zum Deutschen Reich und war dem Kreis Weißenburg im Bezirk Unterelsaß zugeordnet.

### Bevölkerungsentwicklung
| 1910 | 1962 | 1968 | 1975 | 1982 | 1990 | 1999 | 2006 | 2017 |
| ---- | ---- | ---- | ---- | ---- | ---- | ---- | ---- | ---- |
| 407  | 338  | 384  | 371  | 415  | 433  | 414  | 484  | 472  |

## Wappen
Wappenbeschreibung: In Rot und Silber geteilt. Oben ein halbes silbernes Wasserrad an der Teilung.